# Batalla de Shangshak
La batalla de Shangshak va tenir lloc a Manipur, a la zona boscosa i muntanyosa de la frontera entre l'Índia i Birmània, del 20 de març al 26 de març de 1944. Els japonesos van expulsar una brigada de paracaigudes (que lluitava com a infanteria) de l'exèrcit indi britànic de les seves posicions amb nombroses baixes, però ells mateixos van patir grans baixes. El retard imposat als japonesos per la batalla va permetre als reforços britànics i indis arribar a la posició vital a Kohima abans que els japonesos.

## Fons
Al març de 1944, els japonesos van llançar l'operació U-Go, una important invasió de l'Índia. Dues divisions del Quinzè Exèrcit japonès, la 15a i la 33a, van atacar el IV Cos Indi a Imphal, la 31a Divisió japonesa va avançar cap a Kohima, per tallar la carretera principal de la qual depenien les tropes d'Imphal per al subministrament de Dimapur.
La 31a divisió japonesa, dividida en forces d'assalt esquerra, centre i dreta, va avançar per un ampli front. La Força d'Assalt Esquerra estava formada pel quarter general del regiment i dos batallons del 58è Regiment japonès, i destacaments de les unitats d'armes de suport de la divisió. El comandant del regiment era el coronel Utata Fukunaga, però la força estava acompanyada pel comandant del grup d'infanteria de la divisió, el major general Shigesaburō Miyazaki, que era l'oficial superior. El 18 de març, la força s'acostava al poble d'Ukhrul, a unes 25 milles (40 km) al nord-est d'Imphal i 8 milles (13 km) al nord de Sangshak.

### Disposicions britàniques
A principis de 1944, la 49a Brigada d'Infanteria Índia de la 23a Divisió d'Infanteria de l'Índia havia estat estacionada a Sangshak, encarregada de defensar-se d'un avanç japonès des del riu Chindwin cap a Ukhrul. Quan va començar l'ofensiva japonesa, els japonesos van envoltar la 17a divisió d'infanteria índia a Tiddim, al sud d'Imphal. El tinent general Geoffry Scoones, el comandant del IV Cos, es va veure obligat a enviar la 23a Divisió (inclosa la 49a Brigada) per ajudar la 17a Divisió a sortir de l'encerclament. Posteriorment, la 50a Brigada de Paracaigudistes de l'Índia va rebre l'ordre de traslladar-se a la zona de Sangshak, per fer-se càrrec de la posició vacant per la sortida de la 49a Brigada.
En aquell moment, dos batallons de la 50a Brigada de paracaigudes índia havien estat realitzant un entrenament avançat a la selva a la zona de Kohima, mentre que el tercer batalló completava el seu entrenament de paracaigudes a l'Índia. La brigada estava formada pels batallons de paracaigudes 152è (indis) i 153è (Gurkha), amb una companyia de metralladores, una bateria d'artilleria de muntanya i altres armes de suport. El seu comandant era el brigadier Maxwell Hope-Thomson. Fins i tot abans de l'obertura de l'atac japonès, havien rebut ordres preliminars de traslladar-se a Sangshak. A causa de l'escassetat de transport, van necessitar quatre dies (del 14 de març al 18 de març) per completar el moviment. Van prendre al comandament el 4t Batalló, 5è d'Infanteria Lleugera Mahratta, que havia format part de la 49a Brigada, i dues companyies del Regiment de Kalibahaadur nepalès formades per 200 homes.
En arribar, la brigada va comprovar que la zona que els havien assignat no havia estat preparada per la 49, i no hi havia filferro de pues per construir obstacles de camp. La 50a Brigada va sol·licitar reiteradament les posicions defensives, però les demandes no es van atendre abans que comencés la batalla.

## Batalla

### Preliminars
La 50a Brigada es va desplegar inicialment en una gran àrea, amb llocs avançats a 8 milles (13 km) a l'est de Sangshak i la companyia de metralladores a Ukhrul. El 19 de març, els japonesos van envair una companyia aïllada (C Company of the 152 Parachute Battalion) desplegada en un turó conegut com a Point 7378. La companyia es va reduir a 20 homes. Instat pel seu segon al comandament (el coronel Abbott) que la brigada s'arriscava a ser derrotada en detall si romania col·locada com a llocs aïllats, Hope-Thomson va ordenar que les seves forces es concentressin. La major part de la força es va concentrar inicialment a Sheldon's Corner, a 8 milles (13 km) a l'est de Sangshak el 21 de març, però aquella tarda, Hope-Thomson els va retirar, primer al "Kidney Camp" a 4 milles (6,4 km) a l'oest, i després al mateix Sangshak, on van prendre una posició defensiva en un turó just a l'est del poble, amb una església missionera americana a l'extrem nord. La posició mesurava només 800 iardes (730 m) per 400 iardes (370 m) i no tenia aigua dolça. La roca dura es va trobar només a 0,91 m (3 peus) per sota del sòl, de manera que només es podien excavar trinxeres poc profundes.
Mentrestant, el II Batalló del 58è Regiment d'Infanteria japonès havia capturat Ukhrul de la companyia de metralladores de la 50a Brigada. El major general Miyazaki va estar present amb el batalló. Sabia que a Sangshak hi havia una brigada britànica. Encara que Sangshak estava al sector assignat a la formació veïna de la 31a Divisió, la 15a Divisió japonesa, Miyazaki sabia que aquesta formació estava endarrerida amb la seva força. Per tant, va decidir allunyar els britànics de Sangshak per evitar que interfereixin amb el seu avanç.

### Lluita a Sangshak
El batalló japonès va atacar Sangshak des del nord la nit del 22 de març. Miyazaki estava preparat per esperar que arribessin els seus canons del regiment i alguns canons de muntanya annexos per donar suport a l'atac, però el comandant del batalló (el capità Nagaya) va atacar precipitadament sense suport d'artilleria. Els britànics tenien un total de 46 canons de muntanya i morters de 3 polzades amb els quals proporcionar suport de foc indirecte, i malgrat els guanys inicials, la força japonesa d'assalt va patir molt el foc de l'artilleria i el morter britànics.
Es va trobar que un dels oficials japonesos morts a les posicions de la 50a Brigada Paracaigudes portava mapes i documents vitals, que contenien tots els plans de la 31a Divisió. El brigadier Hope-Thomson va enviar dues còpies dels documents a través de l'encerclament japonès al quarter general del IV Cos a Imphal. Aquests havien de ser vitals per a la resposta del IV Cos i del Catorze Exèrcit a l'atac japonès a Kohima.
L'endemà (23 de març), els avions aliats van intentar lliurar subministraments a la 50a Brigada Paracaigudes, però la posició de la brigada era tan petita que molts dels subministraments van anar als japonesos. Els gurkhes del 152 Batalló de Paracaigudistes van atacar per recuperar-los, recolzats pels caces que havien escortat l'avió de transport. Van ser rebutjats, però els japonesos també van patir grans baixes. L'artilleria japonesa es va moure en posició utilitzant elefants, i va començar a disparar contra Sangshak el 23 de març.
El 24 de març, els japonesos van ser reforçats pel III Batalló del 58è Regiment, acompanyats pel comandant del regiment i Miyazaki. Van atacar immediatament, però també van ser rebutjats.
El III Batalló del 60è Regiment japonès, pertanyent a la 15a Divisió de Masafumi Yamauchi, també va començar a atacar la posició defensada des de l'est el 25 de març, amb el suport del foc d'artilleria de dos canons de muntanya del 21è Regiment d'Artilleria de Camp. El seu comandant (el major Fukushima) va insistir que els seus oficials reconeguessin correctament l'objectiu i planifiquen el seu enfocament en contrast amb les tàctiques precipitades del 58è Regiment. Tanmateix, la seva infanteria es va perdre intentant apropar-se a la posició de nit. Durant l'endemà, els seus dos canons de muntanya annexos van destruir moltes de les trinxeres poc profundes dels defensors. El 26 de març, la infanteria de Fukushima del 60è Regiment es va perdre de nou intentant atacar de nit i va ser atrapada a la intempèrie a l'alba.
Els japonesos van planejar un últim assalt total el 27 de març (tot i que Miyazaki va intentar insistir que només el 58è Regiment havia d'atacar, perquè tinguessin l'únic honor de la victòria), però finalment aquest esforç va ser innecessari. En aquella data, els defensors estaven esgotats i desesperadament mancats d'aigua. Hi havia 300 ferits a la posició, i l'olor dels cossos en descomposició (inclosos els de les mules pertanyents a l'artilleria de muntanya adjunta i la columna de subministrament) era insuportable. A les 6:00 de la tarda del 26 de març, Hope-Thomson va rebre ordres de retirar-se. La seva brigada es va desplaçar a cobert de la foscor a les 22:30, amb el 4t/5è Mahrattas proporcionant una rereguarda. Uns 100 ferits van quedar enrere, encara que molts altres es van dur a terme.  Uns 100 homes més van ser capturats per un altre batalló del 60è Regiment japonès (el "batalló Uchibori"). Els japonesos van ocupar posteriorment la posició després que una patrulla confirmés que havia estat abandonada.

## Conseqüències
La 50a brigada de paracaigudistes índia havia patit 652 baixes. Els japonesos van informar de la captura de 100 presoners, la majoria dels quals estaven ferits. Els japonesos també van capturar un munt de subministraments llançats per aire que havien perdut els defensors de Sangshak, i altres equipaments com armes pesades, vehicles i ràdios. Moltes de les tropes índies que van ser fetes presoneres van ser alliberades més tard –tot i que havien estat despullades del seu equip i roba– pels japonesos després que es van veure obligats a retirar-se i ja no van poder estalviar tropes per protegir-los.
Les baixes japoneses també van ser abundants. El II Batalló, 58è Regiment va ser la unitat més afectada, amb més de 400 baixes. No obstant això, la batalla prolongada també havia retardat l'avanç de Miyazaki a Kohima una setmana, i va esgotar molt el 58è Regiment que lideraria l'atac. També va retardar alguns de la 15a Divisió en el seu avanç cap a Imphal. La Força d'Assalt Esquerra de Miyazaki tenia la ruta més curta i fàcil cap a Kohima. Van arribar a la vital cresta de Kohima només el 3 d'abril, moment en què els reforços aliats també havien arribat a la zona. A la batalla de Kohima posterior, els japonesos no van aconseguir capturar tota la cresta, i finalment es van veure obligats a retirar-se pels contraatacs britànics i l'escassetat d'aliments i municions.

### Premis al valor
El tinent coronel Dr. Robert Brocklesby Davis, comandant de la 80a Ambulància de Camp (Paracaigudes), va rebre l'orde del Servei Distingit (DSO) per les seves accions en aquesta batalla.
El tinent Alan Cowell, comandant de secció, 152 Batalló, va rebre la Creu Militar (MC) per les seves accions en la defensa de la posició de l'Església el 24 de març de 1944.